# Paracymoriza okinawanus
Paracymoriza okinawanus là một loài bướm đêm trong họ Crambidae.